# Helga Zülch
Helga Zülch (* 11. November 1920 in Bockum-Hövel; † 1. Februar 1949 in Buchholz nahe Hamburg) war eine deutsche Theater- und Filmschauspielerin.

## Leben
Ab 1938 besuchte sie die Immermann-Schauspielschule in Düsseldorf. Am Deutschen Theater in Warschau und an der Volksbühne in Berlin hatte sie die ersten Engagements. In Berlin arbeitete sie mit Heinrich George, Karl-Heinz Martin und Eugen Klöpfer in klassischen und modernen Rollen, so auch als „Jenny“ in der Dreigroschenoper. Populär machte sie vor allen Dingen ihre Rolle als Partnerin von Hans Albers in Liliom, in der sie in Berlin und Hamburg auftrat.  Die Schauspielerin heiratete 1948 den Bulgaren Michael Magaritoff. Am 1. Februar 1949 kam Zülch bei einem Unfall auf der Autobahn bei Buchholz ums Leben.

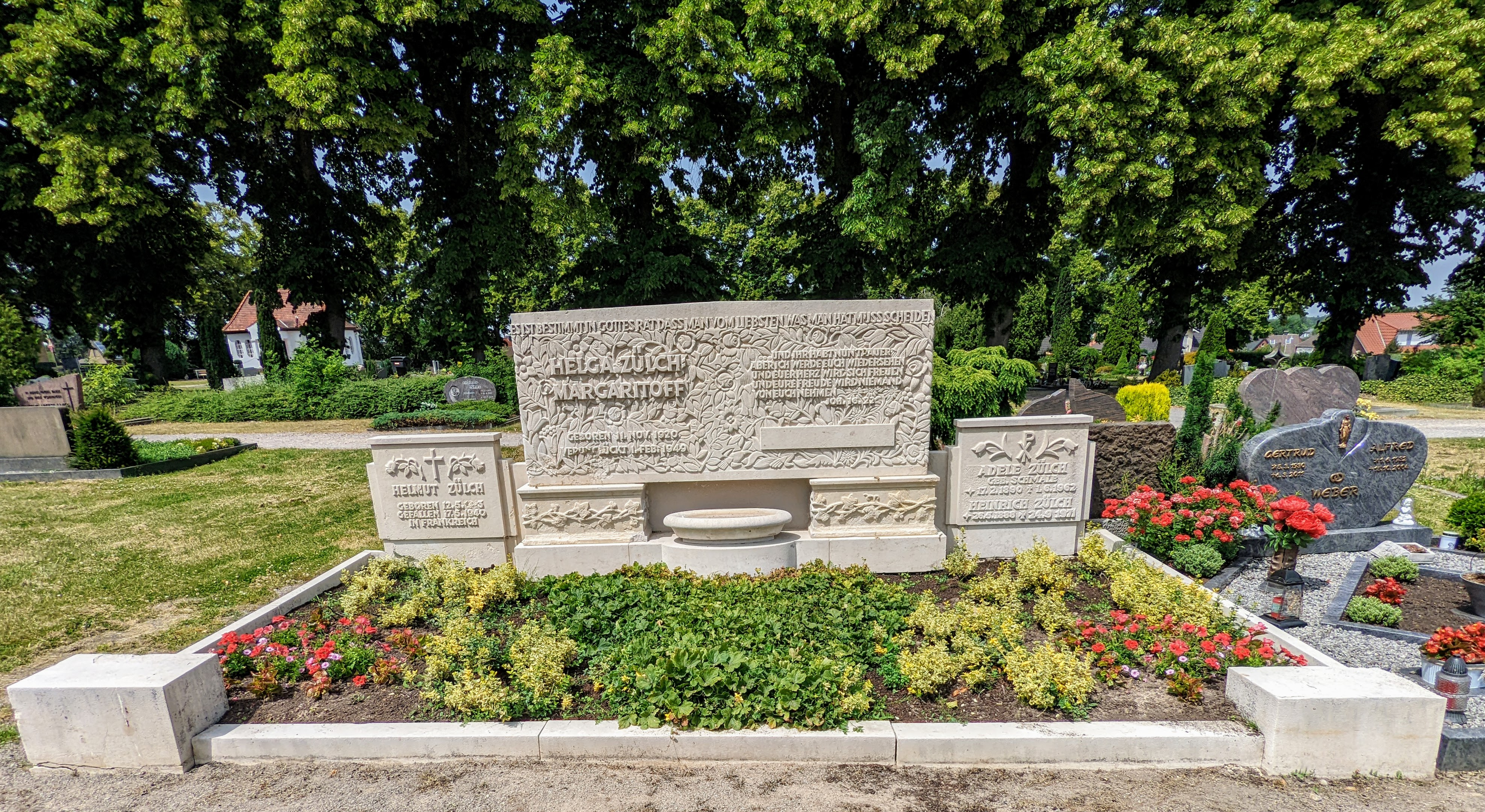
Grabstelle Helga Zülch auf dem Höveler Friedhof in Hamm

## Filmografie
- 1944 Die Zaubergeige
- 1946 Der Augenzeuge
- 1947 Wozzeck
- 1948 Vor uns liegt das Leben